# Раиси, Ибрахим
Сеи́д Ибрахи́м (Эбрахи́м,  Ибраги́м) Раиси́ (перс. سید ابراهیم رئیسی‎; 14 декабря 1960, Мешхед — 19 мая 2024, сельский округ Бакрабад, Восточный Азербайджан) — иранский политический, духовный, религиозный и государственный деятель. 8-й Президент Исламской Республики Иран (3 августа 2021 — 19 мая 2024). Организатор массовых внесудебных казней политзаключённых по приказу аятоллы Хомейни в 1988 году. Погиб при крушении вертолёта в 2024 году.

## Биография

### Ранние годы и молодость
Родился 14 декабря 1960 года в Мешхеде, в семье священнослужителя. Его отец Саид Хаджи скончался, когда ему было пять лет. Начальное традиционное образование получил в одном из медресе у себя в Мешхеде, и в 15 лет, в 1975 году Раиси начал учиться в медресе города Кум. После этого обучался в школе махалли Навваб в Тегеране, а также в школе Аятоллы Саид Мухаммад Мусави-Неджада. В Куме обучался у ряда знаменитых аятолл, таких как Великий аятолла Саид Хусейн Боруджерди, Великий аятолла Хусейн Нури Хамадани, аятолла Муртаза Мутаххари, аятолла Абулькасем Хазали, аятолла Али Акбар Мешкини, аятолла Муртаза Пасандиде и других. Имел степень доктора частного права в Университете Мотахари.
Будучи 19-летним фанатичным революционером-фундаменталистом, поддерживал свержение монархии во главе с династией Пехлеви и активно участвовал в Исламской революции 1978—1979 годов. По некоторым данным, участвовал или, по крайней мере, поддерживал, как и другие революционеры, захват посольства США в Тегеране и его сотрудников сразу после революции. Участвовал в числе молодых революционеров в «Культурной революции» по тотальному возвращению образа жизни страны и общества в «нормы шиитского ислама».

### Служба в прокуратуре

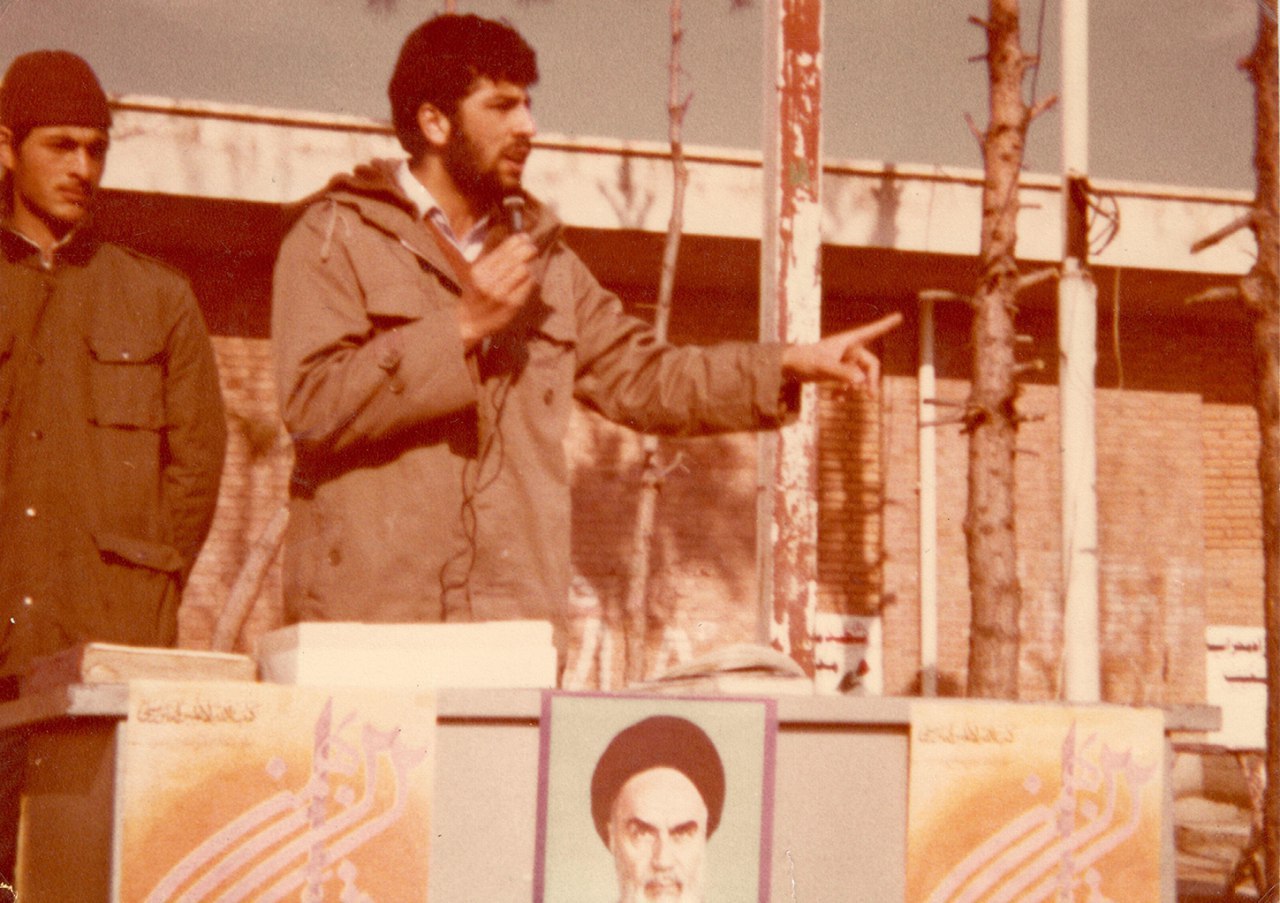
Раиси в период ирано-иракской войны

В 1981 году Раиси был назначен прокурором города Карадж как «примерный и набожный мусульманин». Чуть позже одновременно был назначен прокурором города Хамадана и параллельно занимал должности прокуроров Караджа и соседнего Хамадана. Участвовал в постреволюционных процессах над неугодными и контрреволюционерами, проводимыми фундаменталистскими «Комитетами Исламской революции». Через четыре месяца после назначения прокурором города Хамадана, стал уже прокурором всей провинции (остана) Хамадан.
В 1985 году Раиси окончательно переехал в Тегеран, где был назначен уже на должность заместителя прокурора города Тегерана. В начале 1988 года личным решением Рухоллы Хомейни был наделён особыми полномочиями (которые были независимы от судебной власти) для решения специфических религиозно-правовых вопросов в трёх останах (то есть провинциях): Лурестан, Семнан и Керманшах. В 1988 году 27-летний Раиси стал одним из главных организаторов казней иранских политических заключённых. За свою ключевую роль в массовых казнях Раиси получил прозвище «тегеранский мясник» (перс. قصاب تهران‎) и «палач 1988 года». Раиси был одним из четырёх судей специального комитета, проводившего тайные трибуналы, которые часто заканчивались смертными казнями, данная группа судей получила известность как «комитет смерти».

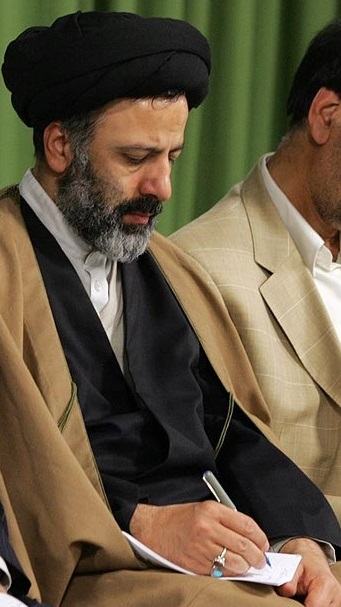
Раиси в 2007 году

С 1989 по 1994 год занимал должность прокурора Тегерана. В 1994 году его повысили до начальника Генеральной инспекции Ирана.
В 2004 году Ибрагим Раиси был назначен заместителем прокурора Ирана. В 2005 году президент Махмуд Ахмадинежад предложил Раиси пост министра безопасности, но тот отказался.
С 2012 года по просьбе Высшего руководителя работал прокурором Специального духовного суда.
В августе 2014 года Ибрагим Раиси стал Генеральным прокурором Ирана. В марте 2016 года он ушёл в отставку с этой должности.

### Во главе благотворительного фонда
7 марта 2016 года Раиси стал председателем крупнейшего и влиятельнейшего исламского благотворительного и паломнического фонда в Иране — «Астан Кудс Резави». Главой фонда он стал после смерти его предыдущего бессменного руководителя с 1979 года — Аятоллы Аббаса Ваэз-Табаси. Фонд осуществлял масштабную материальную и денежную помощь малоимущим, а также паломникам, посещающим шиитские святыни по всему Ирану и соседнему Ираку, строил и модернизировал инфраструктуру святых мест и вокруг них, помогал так называемым «семьям шахидов», организовывал и координировал работу волонтёров. 30 марта 2019 года в связи с переходом Раиси на другую работу, в должности председателя фонда его сменил Ахмад Марви.

### Президент Ирана
В 2017 году Раиси впервые баллотировался в президенты Ирана, но тогда проиграл Хасану Роухани, который был переизбран на второй срок. На выборах 18 июня 2021 года он одержал победу, вступив в должность 5 августа того же года. В своей предвыборной программе Раиси уделял основное внимание таким вопросам, как снижение уровня бедности и борьба с коррупцией, обещал построить за четыре года четыре миллиона новых домов для нуждающихся. Во время своей инаугурационной речи Раиси заявил, что его правительство будет добиваться отмены санкций в отношении Ирана, но добавил, что оно не позволит другим странам диктовать, как управлять экономикой Ирана. В целом Раиси принадлежал к ультраконсервативному политическому крылу, будучи сторонником жёсткой линии в отношениях с Западом. При этом он не был против восстановления иранского ядерного соглашения, договора 2015 года, предполагавшего постепенную отмену санкций в обмен на обязательства ограничить ядерную программу Ирана; фактически данный договор перестал действовать после выхода США в 2018 году.

### Гибель

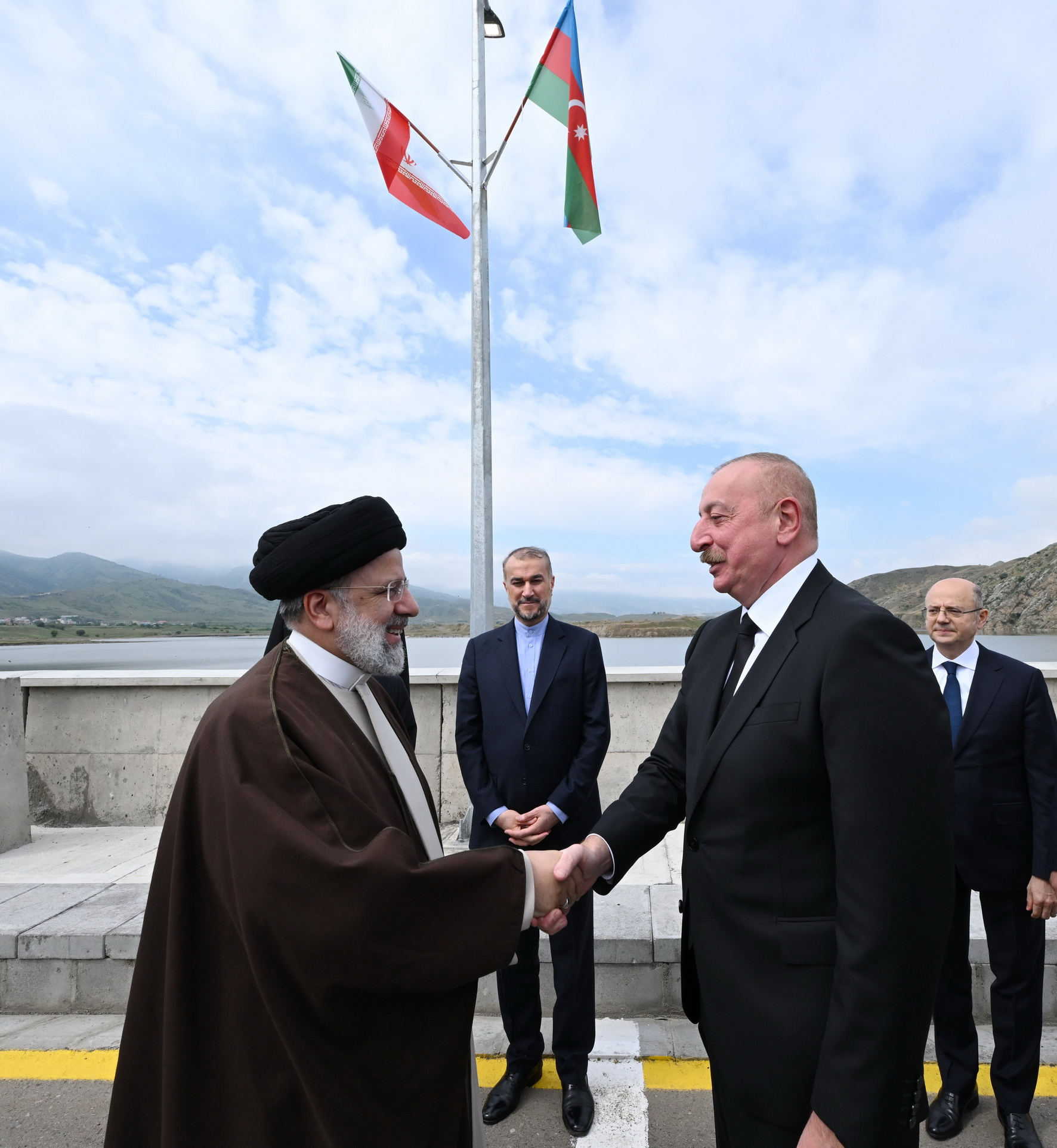
Раиси с Ильхамом Алиевым на границе с Азербайджаном 19 мая 2024 года, за несколько часов до своей гибели

19 мая 2024 года Раиси, министр иностранных дел Хосейн Амир Абдоллахиян, губернатор провинции Восточный Азербайджан и Имам города Тебриз погибли при крушении вертолёта после участия в открытии ГЭС на границе с Азербайджаном. Раиси — второй президент Ирана, погибший на своём посту, после Мохаммада Али Раджаи, который был убит в результате взрыва в 1981 году.
После подтверждения смерти Раиси Хаменеи объявил пятидневный национальный траур. Сотни людей собрались на площади Вали-Аср в знак траура по президенту. На заседании Совета экспертов, состоявшемся 21 мая, на его место был установлен портрет Раиси в цветочном кольце. Однодневный траур был также объявлен в Турции.
Похороны Раиси прошли 23 мая 2024 года в Мешхеде, родном городе президента, церемония похорон состоялась в мавзолее Имама Резы.

## Личная жизнь и взгляды
Ибрагим Раиси был женат на Джамиле Аламолходе, которая является дочерью именитого имама Мешхеда — Ахмада Аламолходы Хорасани. Джамиля Аламолхода является доцентом Тегеранского университета имени Шахида Бехешти, а также председателем Института фундаментальных исследований науки и техники.
У пары две дочери и двое внуков.
Одна из дочерей училась в Тегеранском технологическом университете имени Маджида Шарифа, другая — в Тегеранском университете.
В 2021 году Раиси вошёл в список 100 самых влиятельных людей в мире по версии журнала Time. Будучи популярным политиком в Иране, имел множество сторонников, подавляющая часть которых придерживалась крайне консервативных и умеренно-консервативных взглядов. Был активен в иранском и в персоязычном медиа-пространстве и СМИ, и имел свои официальные страницы в социальных сетях Instagram, Twitter и Facebook, причём две последние были заблокированы на территории Ирана.

### Споры о его образовании и титуле
Некоторые фарсиязычные СМИ утверждали, что нет ни одного достоверного источника или доказательства, подтверждающего наличие у Раиси даже среднего образования. Журналисты обратили внимание на биографию Раиси на сайте его предвыборной кампании, в котором упоминалось лишь его начальное образование, а об окончании им средней школы также ничего не говорилось. Сам Раиси отрицал отсутствие у него среднего образования, и заявил, что между прочим имеет степень доктора частного права, которую получил в Университете Мотахари, но это его заявление не нашло доказательств и было оспорено его оппонентами и некоторыми оппозиционными медиа.
Также являлся неясным его исламский титул. Некоторое время он называл себя аятоллой (почётное звание шиитских богословов) и просил СМИ называть его «Аятолла Раиси», но после того как зарубежные оппозиционные и даже действовавшие официально на территории Ирана СМИ и журналисты провели расследование. Оказалось, что для получения этого титула нужно как минимум получить верительную грамоту от высших улемов, а Раиси такая грамота не была вручена, и никто не присваивал ему титул аятоллы. После этого Раиси перестал претендовать на этот статус и после расследований и критики начал называть себя худжат аль-исламом — этот титул на уровень ниже от титула аятоллы у шиитов. Президентскую кампанию 2017 года он проводил в титуле худжат-уль-ислама, но незадолго до президентской кампании 2021 года вновь стал называть себя аятоллой, чем вызвал насмешки со стороны своих оппонентов и критиков.

### Взгляды
Ибрагим Раиси неоднократно выражал поддержку исламской гендерной сегрегации, применяемой в Иране. Являлся сторонником ещё большей исламизации высших учебных заведений, пересмотра политики государства по Интернету и цензуре в сторону ещё большей изоляции. Поддерживал цензуру элементов западной культуры, контроль Интернета, подавление и преследование разношёрстной, прежде всего светской и монархической иранской оппозиции.
Экономические санкции со стороны стран Запада считал полезными для Ирана и рассматривал их как «отличную возможность по модернизации и ещё большему развитию экономики Ирана». В частности он говорил: «Я вижу активизацию политики экономического сопротивления как единственный способ покончить с бедностью и лишениями у народа». Особенно поддерживал развитие сельскохозяйственного сектора, а не коммерческой розничной торговли, считав, что «в конечном итоге это выгодно только крупным компаниям и иностранным брендам».
Во внешней политике взгляды Раиси были более умеренны, чем у других иранских политиков, и отвечая на вопрос журналиста о своей внешней политике, он заявлял, что «приоритетом является установление взаимовыгодных связей со всеми странами, кроме Израиля», который в иранском истеблишменте принято называть «сионистским режимом».
В последние годы правления Ибрахим Раиси занимал жёсткую антизападную и антиизраильскую позицию. После российского вторжения на Украину Раиси способствовал сближению Ирана с Россией, которое привело к поставкам в Россию иранского вооружения.

### Санкции
В ноябре 2019 года Ибрахим Раиси наряду с некоторыми иранскими политиками был включён в американский санкционный список Государственным департаментом США по обвинениям в предполагаемых нарушениях прав человека, отмечая что «Раиси принимал участие в работе так называемой „комиссии смерти“, которая отдала приказ о внесудебных казнях тысяч политических заключённых в 1988 году». Позже санкции с аналогичными обвинениями против него были наложены и Европейским союзом.

## Награды
- Орден Исламской Революции (2021, Иран) — награда, вручаемая президенту Ирана на церемонии его инаугурации[49].